# Mordella defectiva
Mordella defectiva là một loài bọ cánh cứng trong họ Mordellidae. Loài này được Walker miêu tả khoa học năm 1859.